# Raffaello Cortina Editore
Raffaello Cortina Editore è una casa editrice indipendente italiana fondata nel 1980. Pubblica soprattutto opere riguardanti le scienze umane, in particolare collegate a tematiche psicologiche.

## Storia

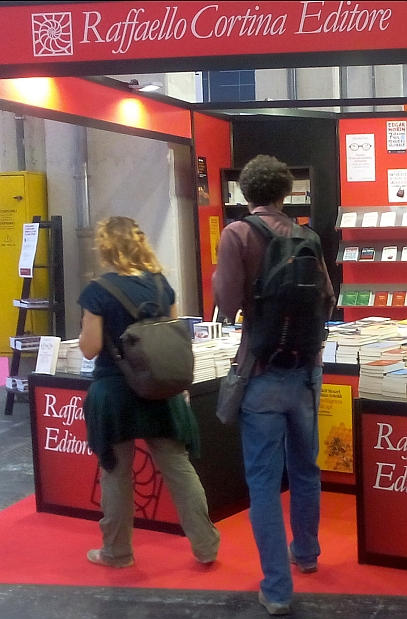
Lo stand di Cortina al Salone del Libro di Torino 2017

La casa editrice è stata fondata a Milano nel 1980 da Raffaello Cortina.
Nel 1982 viene proposta la prima collana Psicologia clinica e Psicoterapia a cura di Franco Del Corno, comprendente - oltre a classici del pensiero psicoanalitico come Anna Freud, Jung, Bowlby, Winnicott, Balint, Bolognini, Kernberg, Fornari -, testi aperti ad altri orientamenti, tra cui la psicologia cognitivo-comportamentale (Liotti, Linehan, Semerari) e la psicoterapia sistemica (Selvini Palazzoli, Walsh). Nello stesso anno vengono fondate altre collane come Psicologia, che pubblicò come primo volume Costruzione e rottura dei legami affettivi di John Bowlby. Tra le collane e i testi a stampo psicologico grande spazio viene dedicato alla neurobiologia (Daniel J. Siegel) e al cognitivismo nelle sue varie derivazioni (DBT, EMDR, mindfulness), con autori come Marsha Linehan, Francine Shapiro, Bessel van der Kolk.
Dopo un decennio dalla fondazione, la casa editrice, dagli specifici campi della psicologia e della psichiatria, ha ampliato le proprie pubblicazioni alle scienze umane, rivolgendosi in particolare alla filosofia, si analitica sia continentale, all'epistemologia e alla cultura visuale.
Dal 1991 pubblica la collana di tascabili Minima inaugurata con Animali del sogno di James Hillman, che vedrà in seguito opere di Jaspers, Derrida, Jankélévitch, Zambrano, Foucault, Girard, Morin, Nancy, Sloterdijk, Benjamin, Dewey, Todorov.
Nel 1994 nasce la collana Scienza e Idee, diretta da Giulio Giorello. Il primo volume di questa collana fu Terra-Patria di Edgar Morin a cui seguirono opere di Husserl, Merleau-Ponty, Gadamer, Lakatos, Feyerabend, Kuhn, Baudrillard, Darwin, Levi-Montalcini, LeDoux, Dennett, de Finetti, Edelman, Rizzolatti, Rovelli, Vito Mancuso, Vittorio Gallese, Eric R. Kandel, Luciano Floridi, Giulio Guidorizzi.
Nel 2002 è stata inaugurata la collana di antropologia Culture e società, fondata da Ugo Fabietti (Bronisław Malinowski, Evans-Pritchard, Bourdieu, Marc Augé, Philippe Descola).
Completano il catalogo le collane Temi, inaugurata nel 2012, e Letture, nata nel 2020, che si concentrano su temi di attualità e ospitano autori come Telmo Pievani, Massimo Recalcati, Elena Cattaneo, Ivano Dionigi, Eugenio Borgna; e la collana Storie di psicoterapia (2021), che coniuga rigorosità clinica e racconti di vita privata e professionale di autori come Irvin Yalom.
Nel 2014 diventa l'editore italiano del DSM-5 e dei volumi correlati; negli anni successivi l'interesse per la psicodiagnostica è confermato dalla pubblicazione nel 2018 del Manuale Diagnostico Psicodinamico (PDM-2) e nel 2023 del DSM-5-TR, edizione aggiornata del DSM-5.

## Logo
Il logo della casa editrice simboleggia un Nautilus.